# Klein Costa Rica
Klein Costa Rica was tot 2022 een overdekte tropische vlindertuin in de Nederlandse plaats Someren. De vlindertuin had naast vlinders ook vogels, vissen, amfibieën en reptielen. De vlindertuin beschikte sinds 2017 over een dierentuinvergunning.
In 2007 richtte boomkweker Herman Huijbers als hobby een tropische kas in als oerwoud. Na een vakantie in Costa Rica besloot hij er vlinders te gaan houden. In 2015 liet hij poppen van vlinders overkomen en stelde de kas open voor bezoekers. Er werden diverse andere diersoorten toegevoegd, waaronder vogels, reptielen en stokstaartjes.
Wegens privé omstandigheden is de dierentuin sinds 31 oktober 2022 gesloten. De meeste dieren zijn toen verhuisd naar andere dierentuinen.